# 山本大地
山本 大地（やまもと だいち、1991年〈平成3年〉5月28日 - ）は、日本の政治家。自由民主党所属の衆議院議員（1期）。元和歌山市議会議員（2期）。

## 概要
和歌山県和歌山市の新在家出身。幼少期は岩出市で育ち、山崎北保育所、岩出市立山崎北小学校卒業後、中学から和歌山市に戻り、和歌山市立紀之川中学校、和歌山県立向陽高等学校卒業。小学校の野球クラブである山北フェニックスに所属し、中高時代も野球部に所属していた。
関西大学法学部法学政治学科卒業後は紀陽銀行に勤務。
門博文衆議院議員公設秘書と鶴保庸介参議院議員公設秘書を計5年務めた後、2022年8月の和歌山市議会補欠選挙に自由民主党公認で立候補。定数2人の選挙に4人が立候補する中、日本維新の会所属の林佑美に次ぐ2位で当選した。
2023年4月の和歌山市議会選挙では定数38人のうち8位で当選。
2024年9月20日に自由民主党から次期衆院選の和歌山1区支部長に任命された。2024年10月27日の第50回衆議院議員総選挙では、前年の補欠選挙で当選していた日本維新の会所属の林佑美を124票の僅差で破り初当選を果たした。

## 人物
元陸上自衛隊予備自衛官補である。

## 選挙歴
| 当落 | 選挙                           | 執行日         | 年齢 | 選挙区        | 政党       | 得票数    | 得票率 | 定数 | 得票順位 /候補者数 | 政党内比例順位 /政党当選者数 |
| ---- | ------------------------------ | -------------- | ---- | ------------- | ---------- | --------- | ------ | ---- | ------------------ | ---------------------------- |
| 当   | 2022年和歌山市議会議員補欠選挙 | 2022年8月21日  | 31   | ーー          | 自由民主党 | 3万2563票 | ーー   | 2    | 2/4                | /                            |
| 当   | 2023年和歌山市議会議員選挙     | 2023年4月23日  | 31   | ーー          | 自由民主党 | 3976票    | ーー   | 38   | 8/45               | /                            |
| 当   | 第50回衆議院議員総選挙         | 2024年10月27日 | 33   | 和歌山県第1区 | 自由民主党 | 7万869票  | 36.25% | 1    | 1/6                | /                            |